# Tunelul Lötschberg

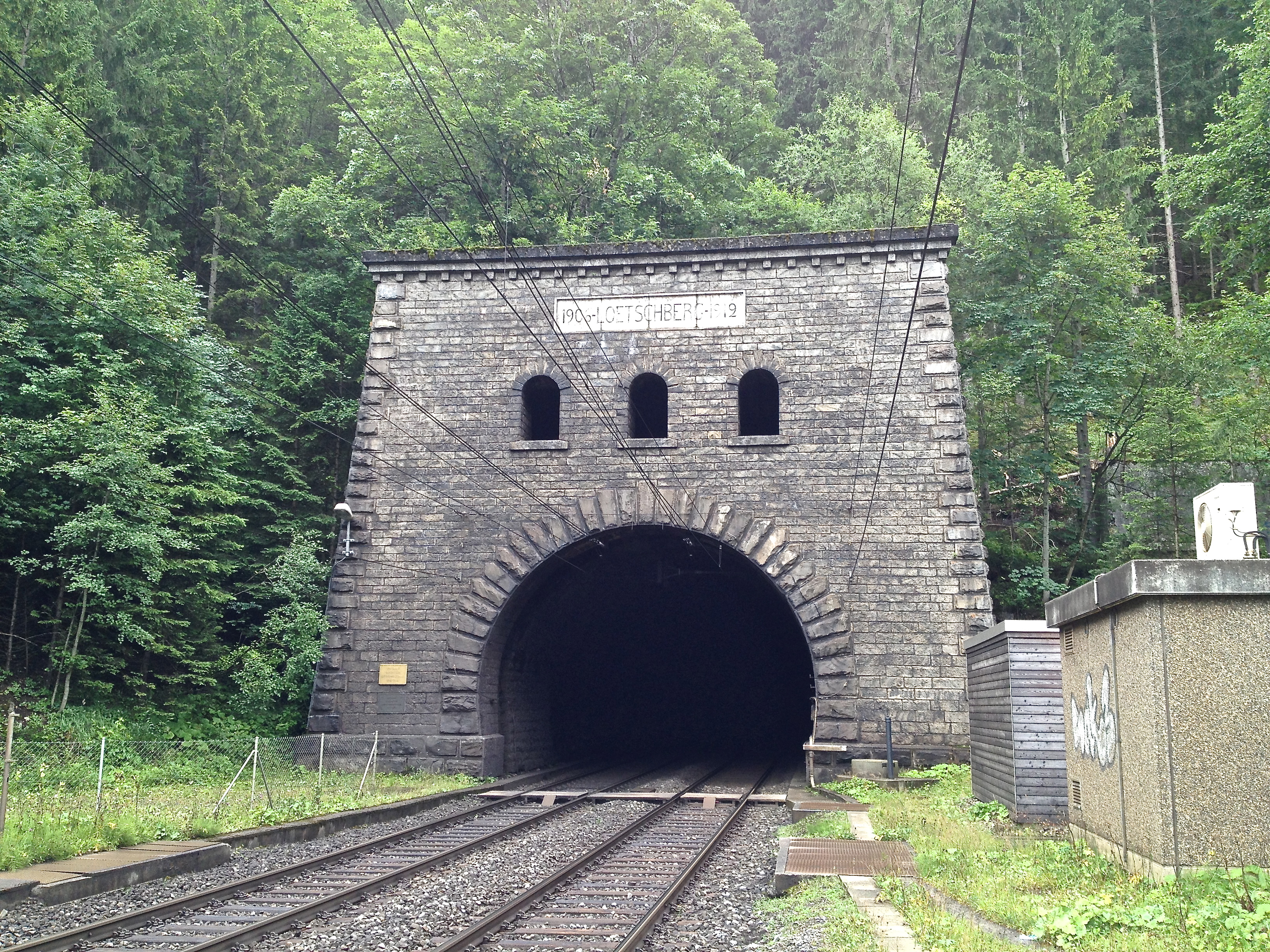
Intrarea de nord a tunelului (Kandersteg)

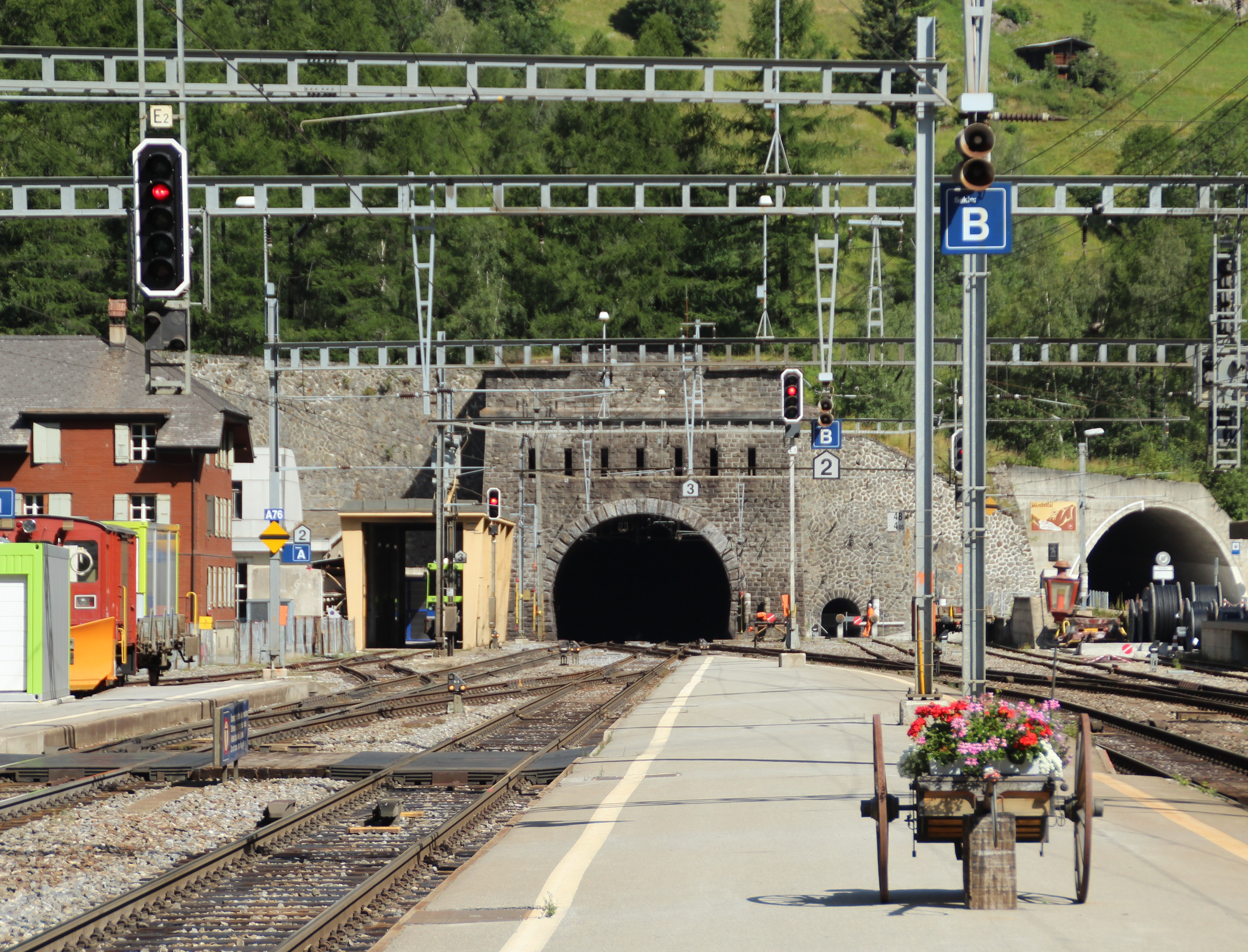
Portalul sudic al tunelului Lötschberg (Goppenstein)

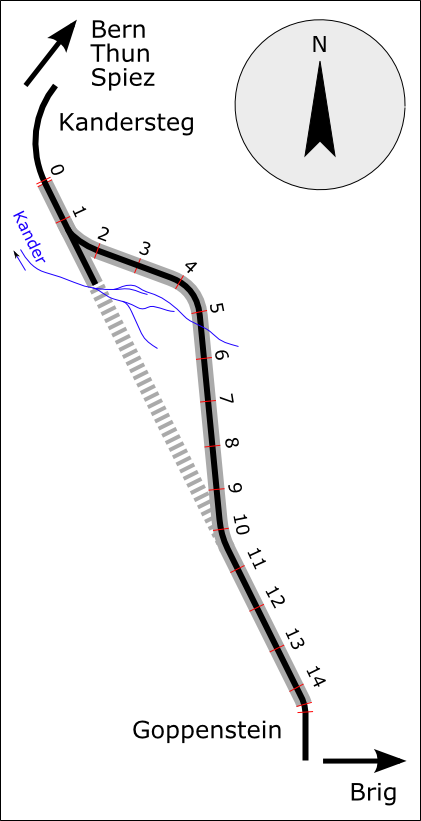
Schița de ansamblu a tunelului, cu planul inițial în linie dreaptă

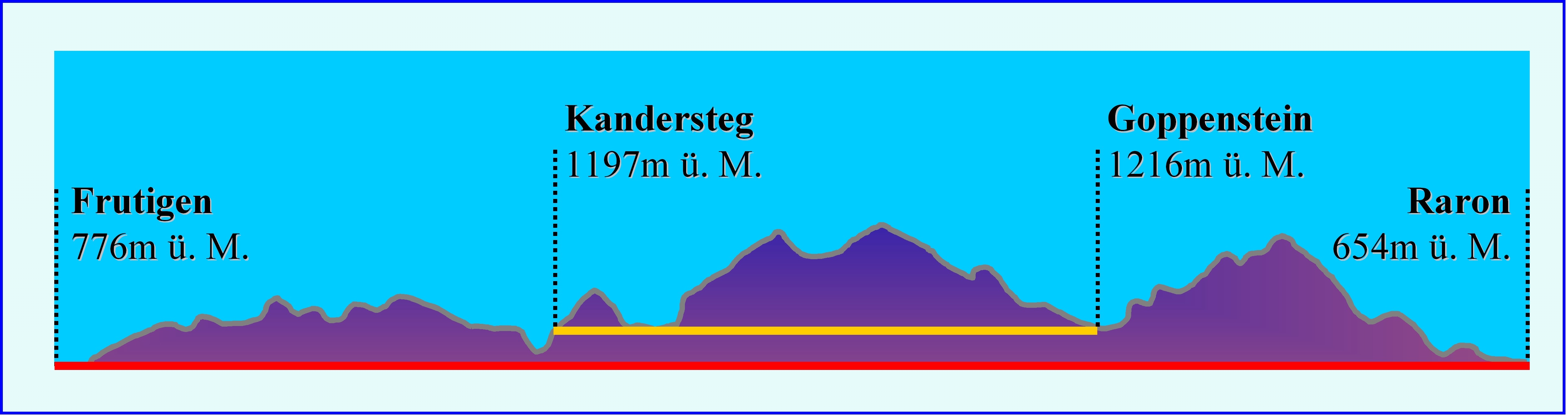
Secțiune verticală a tunelului

Tunelul Lötschberg este un tunel feroviar lung de 14,6 km, deschis în 1913 de la Kandersteg la Goppenstein, în Elveția. Este un tunel cu un singur tub având două căi ferate. Este linia principală numită Lötschberg între localitățile Spiez și Brig, din cantonul Valais.

## Planificare
Fiind cea mai mare construcție a liniei Lötschberg, era necesar ca tunelul să facă legătura între Kandertal și Valais. Directorul de proiect Wilhelm Teuscher a studiat diferite variante care să conducă pe sub Alpii înalți de 3 500 m. Variantele prevedeau un tunel de coronament, lung de aproximativ 7 km în valea Gasterntal și două tuneluri mai lungi de pe platoul Kander până la Lötschental. În cele din urmă, a fost aleasă varianta de la Kandersteg la Goppenstein cu un tunel de 13 725 m lungime și o axă de tunel dreaptă, sub masivul Balmhorn. Tunelul a fost inițial planificat cu o singură linie, cu o stație de manevră cu lungimea de 500 m la mijlocul tunelului, pentru intersecția trenurilor.
Prima măsurare de triangulație a axei tunelului a avut loc la 14 iulie 1906. Acest lucru a fost repetat și finalizat de profesorul Baeschlin pe 1 octombrie, după ce primul măsurător a murit pe neașteptate. Construcția tunelului a fost încredințată consorțiului de construcții Entreprise Générale du Lötschberg (EGL) . 

## Construcție

### Începerea lucrărilor de construcție
Lucrările au început pe 15 octombrie 1906 prin îndepărtarea grohotișului din fața viitorului portal nord al tunelului. Construcția tunelului a început în Goppenstein la 1 noiembrie și o zi mai târziu pe latura de nord, la Kandersteg. La început lucrările au fost executate manual cu ajutorul unor mijloace modeste. Ciocanele rotopercutoare mecanice au ajuns la Kandersteg în ianuarie 1907 și au fost puse în lucru începând cu 7 martie. În sud, livrarea ciocanelor rotative a durat câteva luni mai mult, iar forajul mecanic a început acolo abia la 9 aprilie 1908. Atât ciocanele rotopercutoare cât și locomotivele tunelului au fost acționate cu aer comprimat. Galeria principală avea 3,5 metri lățime: 17 până la 20 de mineri lucrau în schimburi de opt ore pe zi, șapte zile pe săptămână. Forajul a fost întrerupt scurt doar în timpul sărbătorilor de Paște și Crăciun.
În august 1907, a fost aprobată o subvenție federală pentru extinderea liniei duble a tunelului, iar profilul de gardă a crescut la 8,8 metri. La începutul anului 1908 lucrau la tunel în jur de 1 700 de oameni, cei mai mulți fiind Gastarbeiter (lucrători de import) de origine italiană. Cei aproximativ 220 de ingineri și maiștri au fost preponderent elvețieni și francezi. Cei mai mulți au câștigat deja experiență în întreaga lume în proiecte similare, iar unii dintre ei au venit direct de la construcția Tunelului Simplon.

### Accidente
La 29 februarie 1908, după zile întregi de ninsori, s-a declanșat o avalanșă pe partea de sud acoperind locul de cazare a lucrătorilor, 25 de persoane fiind ucise.
Pe 23 iulie 1908, la ora 14:30, la km 2,67, a avut loc o explozie în grohotișul din Valea Gasternului. Imediat aproximativ 7 000 de metri cubi de nisip, pietriș și noroi au pătruns în galerie pe o lungime de 1,5 km și au îngropat totul în drumul lor, 26 de muncitori au fost înmormântați de vii. Doar cadavrul lui Vincenzo Aveni a fost găsit și înmormântat în numele tuturor tovarășilor săi în cimitirul Kandersteg. În Valea Gasternului s-a creat o scufundare a terenului (subsidență) de 3 m. 
În timpul anchetei accidentului, EGL a decis să reia construcția. La început, a fost planificată menținerea axei de înaintare după linia dreaptă, chiar și după acest accident. Încercarea de a pătrunde în tunelurile îngropate a fost repetată, dar a fost mereu împiedicată de alunecări de moloz.  Consorțiul tunelului și-a suspendat apoi activitatea în așteptarea aprobării de către conducerea BLS, de a ocoli zona. La 4 august 1908, EGL a zidit vechiul tunel, lăsând în galeria din munte cele 25 de cadavre ale minerilor italieni. 
În decembrie 1908, Consiliul Federal a aprobat construcția tunelului ocolitor cu curbura aferentă de ocolire. Lucrările de forare au fost reluate la 15 februarie 1909. Datorită noii axe a tunelului, Valea Gastern a fost trecută la km 5,1 cu ușurință, iar tunelul a fost prelungit cu 807 metri. Aceasta a dus la o lungime totală nouă a tunelului Lötschberg, de 14 612 metri.
La 20 ianuarie 1910, o avalanșă care se repetă anual, numită Rücklaui, a blocat portalul sudic al tunelului. A trebuit săpată o deschidere în zăpadă pentru a putea fi salvați cei 30 de mineri rămași în galerie. Cele două portaluri au fost ulterior extinse cu 15 metri pe latura nordică și 55 metri pe latura sudică pentru a le proteja de căderea rocilor și avalanșelor. 

### Străpungerea
La 31 martie 1911, un burghiu de rotopercutor a străpuns ultimul perete despărțitor gros de 80 cm, de pe partea sudică. Gaura a fost lărgită cu bormașini de mână și cei doi ingineri și-au dat mâna. Pentru a compensa, minerii de pe partea de nord au fost lăsați să detoneze explozia finală. Zidul despărțitor a fost eliminat de douăsprezece bare de dinamită la ora 03:55, la o distanță de 7 367,29 metri de la portalul nordic și la 7 237,80 metri de la portalul sudic. 
Diferența dintre axele galeriilor la locul de întâlnire a fost de doar 192 mm pe orizontală și 102 mm înălțime, în ciuda tunelului ocolitor. Lucrările de perforare s-au încheiat la 31 martie 1912. Muncitorii și utilajele au fost apoi utilizate din nou în cele două construcții ale tunelului Mont-d'Or și a tunelului Grenchenberg.

## Dare în funcțiune
Șinele pentru ecartamentul normal au fost așezate începând cu 20 iulie 1912 și erau complet accesibile la 28 septembrie pentru pista inițială cu o singură cale. După finalizarea structurii cu două căi și instalarea liniilor de curent, prima locomotivă electrică a trecut prin tunel la 3 iunie 1913. Trei zile mai târziu, Autoritatea Federală a recepționat tunelul și a acordat licența de funcționare. La 15 iulie 1913, linia Lötschberg a fost dată în folosință publică. 

## Date tehnice
- Lungime: 14 612 metri
- Ecartament: 1 435 mm (normal)
- Altitudine portalul de nord: 1 200 m dM
- Altitudine portalul de sud: 1 216 m dM
- Punctul cel mai înalt: 1 239,54 m dM
- Panta nordică: 5 390 m = 7 ‰; 1 690 m = 3 ‰
- Panta sudică: 4 328 m = 3,8 ‰; 2 819 m = 2,415 ‰
- Panta la mijlocul tunelului: 308 m = 0 ‰
- Străpungere: 31 martie 1911
- Inaugurare: 15 iulie 1913
- Electrificare: 3 iunie 1913